# 辻番
辻番（つじばん）は、江戸時代に江戸幕府によって江戸城下の武家屋敷周辺の辻々に置かれた警備隊である。辻番の詰所は辻番所と称された。
寛永6年（1629年）、江戸市中での辻斬を防止するために設けられた番所が始まりである。辻番は設置者により分類でき、幕府の負担による公儀辻番（公儀御給金辻番）、大名によって設置される一手持辻番（大名辻番）、いくつかの大名や旗本が共同して設置する組合辻番（寄合辻番）があった。辻番はそれぞれの担当地域を巡回し、狼藉者などを捕らえた。辻番所には昼夜交代で勤務し、番所は夜中も開かれていた。
辻番所の数は、元文年間で約930箇所という記録が残っている。割合としては650箇所を超えた組合辻番が大半を占めた。組合辻番の運営はのちに町人が請け負うようになり、寛政5年（1793年）には辻番請負人組合が成立している。町人による運営下では、職務に相応しくない老若者が雇われる・番所内で博打や商売が行なわれるなどの問題が起こり、幕府によってたびたび規制された。